# 山本弥太郎
山本 弥太郎（やまもと やたろう）は釧路のアイヌ、釧路アイヌ第22代首長。

## 来歴・人物
第21代首長イゼンタウケ・エカシの三男（四男とも）として生まれる。父の後を継いで釧路アイヌの首長となる。1885年の釧路アイヌの春採、雪裡への強制移住の際には春採に移住し、ここで死去した。葬儀は古式に則って行われた。高徳を讃え、その墓標には国造りのカムイに対して捧げられるものと同じY字型のものが使われた。1822年から1869年まで釧路場所の通辞、支配人であった豊島三右衛門は、弥太郎は明治初年頃の春採役土人として有力であったとしている。松浦武四郎を始めとする同時代の資料では、ヤウテツカアイノはメンカクシ（フミウンカクシ、釧路アイヌの伝承では弥太郎の祖父にあたる）の子とされている。

## アイヌ名
ヤイテツ・エカシ、ヤウテツカアイノ、ヤイデアイヌと呼ばれた。別名をサケオヤイカラ・エカシ「酒を好き嫌いする長老」といった。酒を好み、家宝の金銀財宝も売り払ってしまったという。また、モニエヤ・アシカイ・エカシ「仕事上手な方」との別名もあった。弥太郎は釧路アイヌ山本家の家祖である。明治維新後、和名を付けるにあたり、メナシ・クル（道東アイヌ）の呼称の一つである「チュプカ・アイヌ」を訳して「日の本」姓を付けようとしたものの許されず、山本姓が付けられた。

## 生没年
生年については、松浦武四郎が天保8年（1837年）と記録している。没年については子の山本太吉によれば「八十まで生きた」、孫の山本多助によれば「99歳の天寿をここで全うした」など諸説ある。死去、葬儀の年は明治35年（1902年）と記録するものもあるが、多助によれば祖父が死んだのは明治末期、多助が就学前の幼い時というので、1904年から1912年頃までに没したと考えられる。彼に従うと生年は1805年から1811年頃までということになる。豊島三右衛門によれば、弥太郎は太吉が67歳の年から25年前に90歳で死去したという。これと太吉の生年（山本太吉を参照）に従うと没年は1910年頃、生年は1820年頃となる。

## 親族
主な親族。釧路アイヌの伝承による。
- 祖父：フミウンカクシ・エカシ（精一郎） - 第20代首長。
- 祖母：センコ・フチ
  - 父：イゼンタウケ・エカシ - 第21代首長。
  - 母：トシユラッ・マッ
    - 長兄：イラトッカ - 小室ハセなどの父。
    - 次兄：イモテッカ - 浦見家の家祖ラミタツ、辺泥家の家祖ペテオロシクルの父。
    - 四妹：イヌサシマッ - 夫はイペアッテ。
    - 五妹：トシュレツマッ - 夫は吉良家の家祖キレラリ。孫に吉良平次郎がいる。
    - 妻：シュットマッ
      - 長男：エッテアイヌ（山本宇左エ門）
      - 次男：ユニタラレ（山本仁太郎）
      - 三男：トミランクル（山本太吉）